# Christophe Gautier
Pour les articles homonymes, voir Gautier.
Ne doit pas être confondu avec Christophe Gaultier.
Christophe Gautier, né le 24 février 1969 à Falaise, est un footballeur français des années 1990. Durant sa carrière, il joue au poste de défenseur, principalement en Division 2 avec l'USL Dunkerque et le FC Mulhouse, avant d'évoluer au niveau amateur.

## Biographie
Né le 24 février 1969 à Falaise, dans le département du Calvados, Christophe Gautier est formé au Stade Malherbe de Caen. Lors de la saison 1991-1992, il fait ses débuts professionnels pour une unique rencontre disputée avec l'équipe première de son club formateur. Non pas en Division 1, championnat dans lequel le SM Caen évolue, mais en Coupe de France, le 14 mars 1992, lors d'un seizième de finale remporté par l'équipe normande face au Racing Club de Lens au stade de Venoix, cinq buts à quatre après prolongation. Titularisé en défense par Daniel Jeandupeux, il cède cependant sa place dès la 28e minute de jeu, remplacé par Emmanuel Rival.
À l'été 1992, Christophe Gautier quitte la Normandie et rejoint l'USL Dunkerque, qui évolue en Division 2. Titulaire durant quatre saisons au sein d'un effectif dirigé par Alex Dupont, le défenseur dispute plus de 150 rencontres sous les couleurs du club nordiste. En 1996, finalement, l'USL Dunkerque est reléguée en National 1, terminant à la vingtième place du classement, et doit abandonner une Division 2 où elle évoluait depuis trente ans sans interruption. Cette relégation est suivie du départ de Christophe Gautier, qui rejoint un autre club de Division 2, le FC Mulhouse. Après une première saison durant laquelle il dispute 36 rencontres de championnat, il est placé sur la liste des transferts, mais reste finalement en Alsace pour une deuxième année. À l'issue de celle-ci, le FC Mulhouse termine dernier du championnat et est relégué en National.
En 1998, Christophe Gautier quitte Mulhouse, et retourne à l'USL Dunkerque, mais abandonne du même coup le statut de joueur professionnel, le club nordiste étant tombé entretemps en Championnat de France amateur. Il y évolue durant cinq nouvelles saisons, jusqu'en 2003, avant de clore sa carrière par deux années sous les couleurs de l'Olympique Grande-Synthe. Par la suite, il reste dans le Nord, et devient entraîneur du RC Bergues en 2008.

## Statistiques
Le tableau suivant synthétise les statistiques de Christophe Gautier durant sa carrière professionnelle :
| Saison                | Club                  | Championnat           | Championnat | Championnat | Coupe nationale | Coupe nationale | Coupe de la Ligue | Coupe de la Ligue | Total | Total |
| Saison                | Club                  | Division              | M.          | B.          | M.              | B.              | M.                | B.                | M.    | B.    |
| 1991-1992             | Stade Malherbe Caen   | Division 1            | 0           | 0           | 1               | 0               | -                 | -                 | 1     | 0     |
| 1992-1993             | USL Dunkerque         | Division 2            | 28          | 2           | 0               | 0               | -                 | -                 | 28    | 2     |
| 1993-1994             | USL Dunkerque         | Division 2            | 42          | 2           | 0               | 0               | -                 | -                 | 42    | 2     |
| 1994-1995             | USL Dunkerque         | Division 2            | 42          | 3           | 1               | 0               | 3                 | 0                 | 46    | 3     |
| 1995-1996             | USL Dunkerque         | Division 2            | 38          | 1           | 0               | 0               | 2                 | 0                 | 40    | 1     |
| 1996-1997             | FC Mulhouse           | Division 2            | 36          | 0           | 0               | 0               | 1                 | 0                 | 37    | 0     |
| 1997-1998             | FC Mulhouse           | Division 2            | 26          | 1           | 2               | 0               | 1                 | 0                 | 29    | 1     |
| Total sur la carrière | Total sur la carrière | Total sur la carrière | 212         | 9           | 4               | 0               | 7                 | 0                 | 223   | 9     |